# 1986 en science-fiction
| Années de la science-fiction : 1983 - 1984 - 1985 - 1986 - 1987 - 1988 - 1989    |
| Décennies de la science-fiction : 1950 - 1960 - 1970 - 1980 - 1990 - 2000 - 2010 |

L'année 1986 a été marquée, en matière de science-fiction, par les événements suivants.

## Naissances et décès

### Décès
- 24 janvier : L. Ron Hubbard, écrivain américain, mort à 74 ans.
- 11 février : Frank Herbert, écrivain américain, mort à 65 ans.
- 5 avril : Manly Wade Wellman, écrivain américain, mort à 82 ans.
- 11 juin : Bob Ottum, écrivain américain, né en 1925, mort à 61 ans.

## Prix

### Prix Hugo
- Roman : La Stratégie Ender (Ender's game) par Orson Scott Card
- Roman court : Vingt-quatre vues du Mont Fuji, par Hokusai (24 Views of Mt. Fuji, by Hokusai) par Roger Zelazny
- Nouvelle longue : Le Paladin de l'heure perdue (Paladin of the Lost Hour) par Harlan Ellison
- Nouvelle courte : Un hiver pour Fermi (Fermi and Frost) par Frederik Pohl
- Livre non-fictif : Science Made Stupid par Tom Weller
- Film ou série : Retour vers le futur, réalisé par Robert Zemeckis
- Éditeur professionnel : Judy-Lynn del Rey (décliné par Lester del Rey)
- Artiste professionnel : Michael Whelan
- Magazine semi-professionnel : Locus, dirigé par Charles N. Brown
- Magazine amateur : Lan's Lantern (George Laskowski, éd.)
- Écrivain amateur : Mike Glyer
- Artiste amateur : Joan Hanke-Woods
- Prix Campbell : Melissa Scott

### Prix Nebula
- Roman : La Voix des morts (Speaker for the Dead) par Orson Scott Card
- Roman court : R&R par Lucius Shepard
- Nouvelle longue : The Girl Who Fell Into the Sky par Kate Wilhelm
- Nouvelle courte : Tangentes (Tangents) par Greg Bear
- Grand maître : Arthur C. Clarke

### Prix Locus
- Roman de science-fiction : Le Facteur (The Postman) par David Brin
- Roman de fantasy : Les Atouts de la vengeance (Trumps of Doom) par Roger Zelazny
- Premier roman : Contact (Contact) par Carl Sagan
- Roman court : La Seule Chose à faire (The Only Neat Thing to Do) par James Tiptree, Jr.
- Nouvelle longue : Le Paladin de l'heure perdue (Paladin of the Lost Hour) par Harlan Ellison
- Nouvelle courte : With Virgil Oddum at the East Pole par Harlan Ellison
- Recueil de nouvelles : Brume (Skeleton Crew) par Stephen King
- Anthologie : Medea: Harlan's World par Harlan Ellison, éd.
- Livre non-fictif ou de référence : Benchmarks: Galaxy Bookshelf par Algis Budrys
- Magazine : Locus
- Maison d'édition : Ballantine Books / Del Rey Books
- Artiste : Michael Whelan

### Prix British Science Fiction
- Roman : The Ragged Astronauts par Bob Shaw
- Fiction courte : Kaeti and the Hangman par Keith Roberts

### Prix E. E. Smith Memorial
- Lauréat : Wilson Tucker

### Prix Seiun
- Roman japonais : Dirty-pair no daigyakuten par Haruka Takachiho

### Prix Apollo
- La Musique du sang (Blood Music) par Greg Bear

### Grand prix de l'Imaginaire
- Roman francophone : Les Vautours par Joël Houssin
- Nouvelle francophone : Le Commerce des mondes par Charles Dobzynski

### Prix Kurd-Laßwitz
- Roman germanophone : Endzeit par Herbert W. Franke

## Parutions littéraires

### Romans
- Replay par Ken Grimwood.
- La Captive du temps perdu par Vernor Vinge.
- A Door Into Ocean par Joan Slonczewski.
- Le Rivage des femmes par Pamela Sargent.

### Anthologies et recueils de nouvelles
- Univers 1986

## Sorties audiovisuelles

### Films
- Aliens le retour par James Cameron.
- La Mouche par David Cronenberg.
- L'invasion vient de Mars par Tobe Hooper.
- Kin-dza-dza! par Gueorgui Danielia.
- Short Circuit par John Badham.
- Shopping par Jim Wynorski.
- Star Trek 4 : Retour sur Terre par Leonard Nimoy.

### Téléfilms
- Annihilator, le destructeur par Michael Chapman.
- Elfie par Masao Kuroda.